# Gage (chanteur)
Pour les articles homonymes, voir Gage.
 (février 2018).
Si vous disposez d'ouvrages ou d'articles de référence ou si vous connaissez des sites web de qualité traitant du thème abordé ici, merci de compléter l'article en donnant les références utiles à sa vérifiabilité et en les liant à la section « Notes et références ».
Gage, de son nom complet Gage Pierre, né le 2 janvier 1977 à Montréal au Canada, est un chanteur et auteur-compositeur-interprète canadien d'origine haïtienne. Il a pris pour nom de scène son prénom Gage.
La musique de Gage est un mélange de différentes influences : urbain, pop, soul, R&B, reggae ou encore Afrobeat[réf. nécessaire].

## Biographie
Gage Pierre naît le 2 janvier 1977 à Montréal au Canada. Sa famille est originaire d'Haïti. 
En 1992, alors qu'il est au lycée au Canada, il se lance dans la chanson en passant une audition pour une interprétation dans l’opéra rock Starmania où il décrochera le rôle de Johnny Roquefort. Luc Plamondon assistera à une représentation et fera ensuite auditionner Gage pour La Légende de Jimmy. Il ne décrochera pas le rôle mais cela lui révèle sa vocation. Il évolue dans un univers profondément influencé par Bob Marley, Stevie Wonder et Marvin Gaye[réf. nécessaire]
En 1997, il rencontre Corneille et Gardy Martin (alias Gardy Fury) avec lesquels il forme le groupe O.N.E aux influences RnB. O.N.E classe son titre Zoukin, no  1 de l'AirPlay canadien et fait ensuite une série de premières parties pour des artistes telles que les chanteuses Isabelle Boulay et Kelis. En janvier 2001, le groupe se dissout. Gage s’oriente alors vers la comédie et le théâtre avant de revenir à la chanson[réf. nécessaire].
Côté scène, il revient en 2005, en faisant les premières parties de concert de son ami Corneille. Son single Trop Fresh aux sonorités mi-reggae mi-pop le fait connaitre et attire un public plus large.
Son premier album, Soul Rebel, dont la plupart des titres sont écrits, composés, et produits par Corneille, sort en juillet 2005. Il est un mélange de soul et de reggae et s’écoulera à plus de 250 000 exemplaires. Gage entame alors une tournée en province ainsi qu’au Bataclan et au Zénith de Paris. Au Canada, il participe aux FrancoFolies de Montréal et chante également au Metropolis et au Club Soda. Il fait également la première partie de Corneille au Centre-Bell et poursuivra par une tournée en métropole et aux Antilles en tête d’affiche avec ses propres musiciens parcourant les salles de concert et les festivals. Si Trop Fresh a bien fonctionné, c'est Pense à moi qui rencontre le plus grand succès. Il classe ses deux titres dans le Top 50.
Le 14 mars 2006, Gage est membre du jury de la sélection française pour le Concours Eurovision de la chanson aux côtés de Charles Aznavour (président du jury), Lara Fabian et Natasha St Pier. L'émission Eurovision 2006, et si c'était vous ? est diffusée en première partie de soirée sur France 3 et présentée par Michel Drucker et Claudy Siar. Lors de cette émission, les téléspectateurs et le jury doivent juste choisir le candidat ou la candidate qui représentera la France car France Télévisions a décidé préalablement que la chanson serait écrite et composée par Corneille et dévoilée par le vainqueur après les résultats (en l'occurrence Virginie Pouchain).
En 2006 et 2008, il participe à l'émission Fort Boyard sur France 2. 
Le 30 juin 2008, Gage sort son deuxième album, Changer le monde qui est un hommage à la musique soul de la Motown. Le clip de Pardonne-moi remporte un succès auprès de son public[réf. nécessaire]. D’autres collaborations sur cet album sont également remarquées comme son duo avec la chanteuse française de R&B Vitaa avec laquelle il interprète Tu peux choisir (clip tourné à Montréal) et le titre Doudou avec Shabba du groupe Djakout # 1. Cet album connaît un moindre succès que le précédent. Gage rencontre alors des problèmes avec sa maison de disques et décide d'aller à Paris pour changer d'équipe. Il donne des concerts à l'automne 2008. Il est cependant moins exposé médiatiquement, ne bénéficiant d'aucune promotion en radio ou a la télévision.
Après le tremblement survenu en janvier 2010 en Haïti, Gage se rend dans le pays où vit une partie de sa famille. Il rentre ensuite à Montréal, au Canada, pour s'occuper de sa famille et donner des concerts pour aider ses proches en Haïti. Il met alors sa carrière en France entre parenthèses.
Début 2013, le Canadien s’installe à Paris avec le désir profond de s’inspirer et de se rapprocher de son public français. En septembre 2013, il dévoile un titre inédit Hello qui se veut mid-tempo folk reggae. Pour la première fois, Gage tourne son clip dans les rues de Paris (dans lequel Corneille vient faire une apparition). En octobre 2013, Gage participe au single de Corneille Tu mérites mieux.
En février 2014, il démarre une tournée française en commençant par Paris le 1er février au Bataclan, puis Toulouse et Montpellier.
Le 6 octobre 2014, il publie son troisième opus Soul R.évolution (sortie digitale), contenant les singles Si tu n'es plus là, Si on partait, Je ne vis que pour ça...
En juin 2015, il fait une parenthèse tropicale et écrit pour Stony Parle-moi qu’il chante en duo avec elle. Ce single se retrouve sur l’album Authentik de la chanteuse. Le clip est tourné dans un labyrinthe en Normandie. Ce titre remportera le prix de la meilleure collaboration zouk à la cérémonie des Hits Lokal Awards 2016.
Depuis, Gage donne des concerts à travers la France avec ses musiciens. L’artiste interprète ses propres compositions et se met toujours au défi de faire des reprises de nombreux artistes (Drake, Prince, George Michael, Lenny Kravitz, Jamiroquai et bien d’autres). 
En août 2017, il sort le premier single de son nouveau projet Rien n’arrive sans rien prévu pour la fin de l’année. Mélange urbain pop entre la soul, le Dance hall et des sonorités caribéennes, Gage a développé un morceau hybride qu'il a coécrit avec et R-one (Sntphrk), tandis que Kalim et SNK en ont composé la musique. Le clip a été réalisé par Sntphrk en Italie dans les « Cinque Terre », Gage évolue dans différents paysages entre Portofino, Vernazza et Monterosso. Dans ce titre, l'artiste dévoile son parcours en toute sincérité. 
En décembre 2017, il sort le deuxième single Le ciel est la limite, aux influences américaines, écrit par SNK et qu'il a composé avec R-one (Sntphrk). 
Après avoir vu son dernier clip, Corneille, qui trouve que Gage « manque de visibilité, de buzz », lui conseille de participer comme candidat à un télé-crochet et lui parle de l'émission de TF1 The Voice : La Plus Belle Voix. Après avoir réfléchi pendant quelques semaines, Gage se lance. Le 9 février 2019, il fait l'ouverture de cette huitième saison en étant le premier candidat en lice. Lors des « auditions à l'aveugle », il interprète All Night Long (All Night) de Lionel Richie et fait retourner les 4 coachs (Julien Clerc, Jenifer, Mika et Soprano). Gage choisit alors Mika pour la suite de la compétition. Après son interprétation de Purple Rain de Prince lors de l'épreuve des « K.O. » du 13 avril,  Mika décide de ne pas continuer avec lui et il est alors "récupéré" par Soprano. Le 25 mai, lors du prime-time en direct, après avoir chanté Freedom! '90 de George Michael, il n'est pas retenu par Soprano pour aller en demi-finale. Son parcours s'achève donc en quart de finale.

## Discographie

### Albums
- 2005 : Soul Rebel

1. Pense à moi
2. Le départ
3. Dis moi
4. Te quiero
5. Viens me voir
6. L’homme d’une femme
7. Demain
8. Je t’aime quand même
9. Trop fresh
10. Ce soir
11. N’arrête pas
12. Viens me voir (acoustique)

- 2008 : Changer le monde

1. Changer le monde
2. Un jour à la foi
3. Dimanche
4. Pardonne-moi
5. Doudou
6. Tu peux choisir (feat Vitaa)
7. Mon frère
8. T'étais où ?
9. Ailleurs
10. J'envoie un SOS
11. Sous les étoiles
12. Je veux être libre
13. Doudou Remix

- 2014 : Soul R.évolution

1. Un nouveau rêve
2. Si on partait
3. Quand la musique est en moi
4. Dés demain
5. Marijo
6. Amazone
7. Toi
8. Si tu n'es plus la
9. Je ne vis que pour ça
10. Un monde meilleur
11. Maman
12. Without You

- Singles
  - Février 2005 : Trop fresh
  - Septembre 2005 : Pense à moi
  - Mars 2006 : Je t’aime quand même
  - Juin 2008 : Pardonne-moi
  - Septembre 2008 : Tu peux choisir (feat. Vitaa)
  - Mai 2011: Viens danser avec moi
  - Septembre 2013 : Hello
  - Janvier 2014 : Si on partait
  - Août 2014 : Si tu n'es plus là
  - Juin 2015 : Parle moi (feat Stony)
  - Août 2017 : Rien n'arrive sans rien
  - Décembre 2017 : Le ciel est la limite

## Doublage
- 2020 : Les Trolls 2 : Tournée mondiale : Guy Diamant (chansons)